# Hynobius dunni
Hynobius dunni är en groddjursart som beskrevs av Tago 1931. Hynobius dunni ingår i släktet Hynobius och familjen Hynobiidae. IUCN kategoriserar arten globalt som starkt hotad. Inga underarter finns listade i Catalogue of Life.